# Kamptozaur
Kamptozaur (Camptosaurus) – roślinożerny dinozaur ptasiomiedniczny z grupy iguanodonów, z rodziny kamptozaurów (Camptosauridae); jego nazwa znaczy giętki jaszczur od zgiętych w kształcie łuka kości udowych. Ornitopod nieco podobny wyglądem do iguanodona.
Inne nazwy

Brachyrophus

Camptonotus

Symphyrophus

Żył późnej jurze (kimeryd-tyton) na terenach współczesnej Ameryki Północnej (zach. część USA).

Długość ciała do 8 m, wysokość ok. 2 m, masa ok. 700 - 800 kg.
Kamptozaur był roślinożernym dinozaurem. Chodził zazwyczaj na dwóch, tylnych nogach, to na palcach przednich kończyn miał kopytka, więc chyba czasem poruszał się na czterech nogach. Miał wydłużoną, gładką głowę i rzędy prążkowanych zębów w paszczy. Łukowate kości udowe pozwalały temu dinozaurowi całkiem szybko biegać na potężnych tylnych nogach. W czasie biegu ciężki ogon kamptozaur utrzymywał jego masywne ciało w równowadze. Nie miał rogów ani pancerza dla obrony przed drapieżnikami, więc ratował się ucieczką.
Rodzaj obejmuje jeden gatunek - Camptosaurus dispar (Marsh, 1879). Opisane przez Marsha gatunki C. medius i C. nanus oraz opisany przez Gilmore'a gatunek C. browni są obecnie uznawane za młodsze synonimy C. dispar. Inne gatunki niegdyś zaliczane do tego rodzaju są obecnie zaliczane do osobnych rodzajów: C. leedsi do rodzaju Callovosaurus, C. depressus do rodzaju Osmakasaurus, C. prestwichii do rodzaju Cumnoria, C. hoggii do rodzaju Owenodon a C. aphanoecetes do rodzaju Uteodon. Holotyp gatunku "C." amplus okazał się skamieniałością teropoda z rodziny Allosauridae, zaś czaszka pierwotnie uznana za należąca do przedstawiciela tego gatunku stała się holotypem nowego gatunku Theiophytalia kerri.